# Bramley Green
Bramley Green – wieś w Anglii, w hrabstwie Hampshire. Leży 36 km na północny wschód od miasta Winchester i 68 km na zachód od Londynu.